# Augochloropsis vesta
Augochloropsis vesta är en biart som först beskrevs av Smith 1853.  Augochloropsis vesta ingår i släktet Augochloropsis och familjen vägbin. Inga underarter finns listade.